# Носса-Сеньора-даш-Невеш
Носса-Сеньора-даш-Невеш (порт.  Nossa Senhora das Neves) — фрегезия (район) в муниципалитете Бежа округа Бежа в Португалии. Территория — 53,03 км². Население — 1895 жителей. Плотность населения — 35,7 чел/км².